# Python brongersmai
Il pitone sanguigno (Python brongersmai) è una specie di serpente costrittore appartenente alla famiglia Pythonidae, noto anche con i nomi comuni di pitone dalla coda corta di Brongersma, pitone sanguigno malese, pitone sanguigno rosso, pitone dalla coda corta rosso e pitone sanguigno di Sumatra. La specie è originaria del Sud-est asiatico.
Il nome specifico, brongersmai, è un omaggio all'erpetologo olandese Leo Brongersma.

## Tassonomia
Questa specie venne descritta per la prima volta da Olive Griffith Stull nel 1938 come Python curtus brongersmai, considerata inizialmente una sottospecie di Python curtus. Successivamente, questo taxon è stato elevato al rango di specie a sé stante con il nome Python brongersmai da Pauwels et al. nel 2000.

## Distribuzione e habitat
P. brongersmai è presente nella Malesia peninsulare (parte occidentale), a Sumatra a est della catena montuosa centrale, sull'isola di Bangka e su altre isole dello Stretto di Malacca, tra cui le isole Lingga, Riau e Pinang. La specie è inoltre diffusa in Thailandia e Vietnam.
Il suo habitat naturale preferito comprende paludi e acquitrini tropicali all'interno delle foreste, a un'altitudine massima di 650 metri sul livello del mare.

## Descrizione

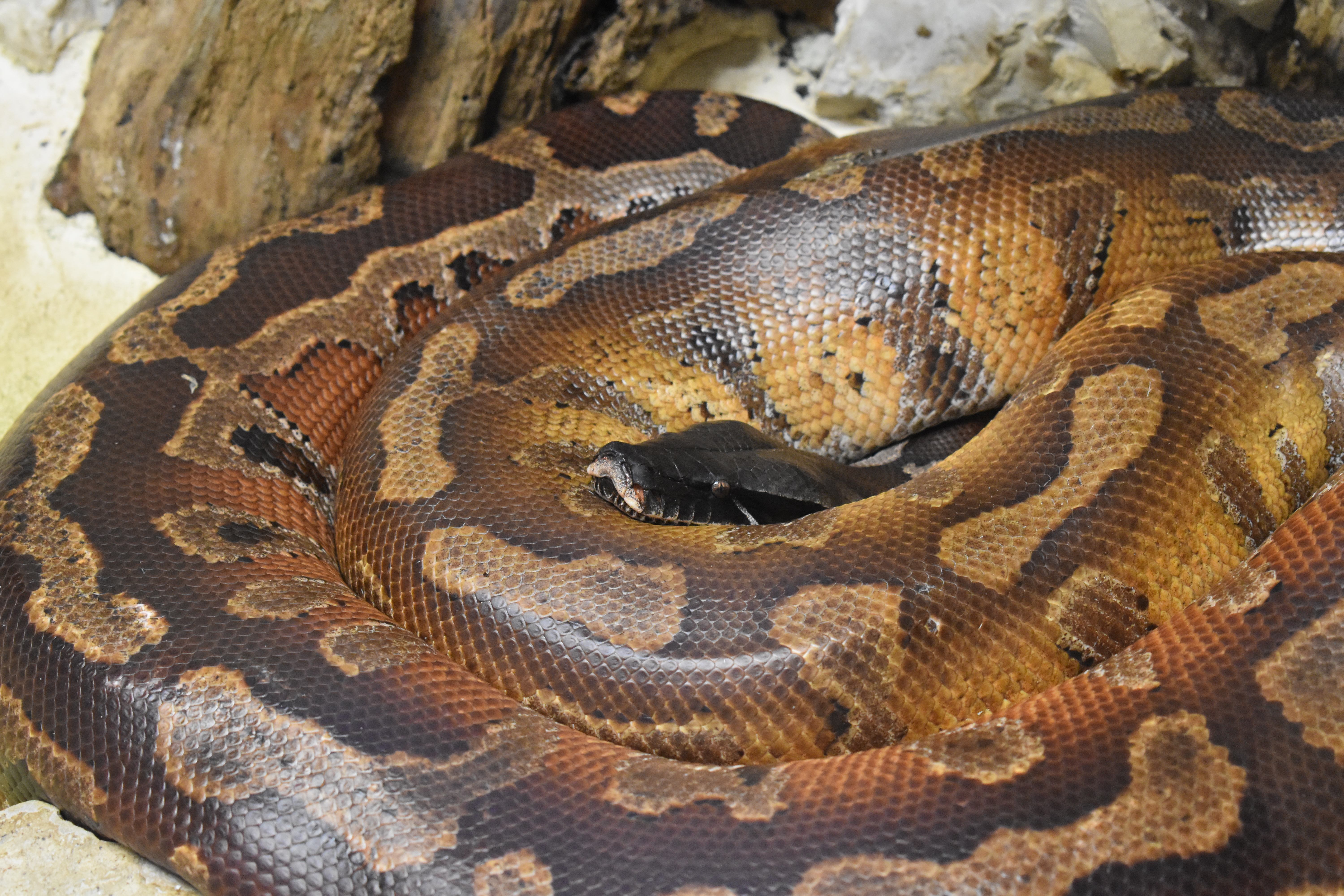
P. brongersmai

Alla schiusa, i piccoli di P. brongersmai misurano tra i 25 e i 43 centimetri di lunghezza totale. Una volta raggiunta l'età adulta, i maschi variano generalmente tra 91 e 152 centimetri, mentre le femmine, significativamente più grandi, raggiungono lunghezze di 120-180 centimetri. In alcuni casi, le femmine possono superare i 240 centimetri. Questi serpenti hanno una struttura robusta che li fa apparire spesso sovrappeso.
Come suggerisce il nome, la colorazione di P. brongersmai varia dal rosso intenso e brillante all'arancione, fino a un rosso ruggine più opaco. Sono note anche popolazioni gialle o marroni. Il corpo è decorato con macchie e strisce gialle e marrone chiaro che si estendono lungo tutta la lunghezza, oltre a macchie marrone chiaro e nere sui fianchi. Il ventre è bianco, spesso punteggiato da piccole macchie nere. La testa è solitamente di una tonalità di grigio, che può variare in luminosità in base al singolo individuo. Una striscia bianca post-oculare corre verso il basso e all'indietro dal bordo posteriore dell'occhio.
In cattività, P. brongersmai può vivere fino a circa 20 anni.

## Biologia
Python brongersmai è una specie prevalentemente crepuscolare, solitamente attiva durante le ore dell'alba e del tramonto.
Questa specie è ovipara e può deporre fino a 30 uova per covata. Dopo la deposizione, la femmina si avvolge attorno alle uova e utilizza movimenti di tremore muscolare per generare calore, garantendo così una corretta incubazione.

## In cattività
Un tempo considerato generalmente imprevedibile e aggressivo, P. brongersmai sta gradualmente guadagnando popolarità tra gli erpetocoltori. In passato, molti degli esemplari in cattività erano adulti catturati in natura dalla Malesia, noti per essere più aggressivi rispetto a quelli provenienti dall'Indonesia (Sumatra). Attualmente, la maggior parte degli esemplari disponibili in cattività proviene da individui catturati, allevati in natura o allevati in cattività a Sumatra.
I giovani allevati in cattività tendono a svilupparsi in adulti dal temperamento mite e relativamente prevedibile. Questo, unito all'introduzione di nuove linee di sangue con colorazioni vivaci, sta contribuendo a migliorare la reputazione e la popolarità di questa specie, un tempo tanto diffamata, tra gli appassionati di rettili.

## Conservazione
Python brongersmai è uno dei principali bersagli della caccia per la produzione di pelli di serpente, insieme ad altre specie di pitoni. Esistono prove che indicano l'esistenza di un commercio massiccio, spesso dichiarato in modo errato, sottostimato o completamente illegale, che coinvolge decine di migliaia di pitoni sanguigni. Questo ha sollevato dubbi sulla sostenibilità a lungo termine di tale attività.